# Coleophora canariipennella
Coleophora canariipennella é uma espécie de mariposa do gênero Coleophora pertencente à família Coleophoridae.